# Водоторањ у Панчеву
Водоторањ у Панчеву грађен је пре Првог светског рата, представља непокретно културно добро као споменик културе.
Подигнут наменски као резервоар за воду за поливање улица, више се не користи, водоторањ је претворен у угоститељски објекат. Пумпа помоћу које се вукла вода из бунара, који се налазио испод водоторња, као и механизам за пуњење цистерни налазили су се у приземљу водоторња и демонтирани су осамдесетих година 20. века. Око водоторња налазили су се објекти за смештај цистерни и штале за коње који су вукли цистерне за прање улица. Ти објекти су порушени шездесетих година 20. века када је у непосредној близини водоторња изграђен стамбени блок и дечије игралиште. 

## Опис водоторња
Основа грађевине је полигонална са четири шире и четири уже стране. Фасада је хоризонтално подељена на сокл завршен венцем, приземље и спрат између којих је кордонски венац. Кров је јако стрм са четири таванска прозора, на свакој широј страни по један. Испод крова је врло истакнут венац. Објекат је малтерисан осим сокла који је обложен фасадном опеком. На објекту постоје једна улазна врата и прозори, у приземљу лучно завршени, а на спрату правоугаони. Између правих прозора налазе се лажни – нише. 
Као споменик културе има документарно-историјску и амбијенатлну вредност јер се својим положајем, изгледом и првобитном наменом (резервоар за воду за поливање улица) уклапа у амбијент Старе индустријске зоне Панчева која се протеже дуж обале Тамиша.